# Тагиев, Рашад Энвер оглы
Рашад Энвер оглы Тагиев (азерб. Rəşad Ənvər oğlu Tağıyev; род. 8 марта 1981, Нефтечалинский район) — глава Исполнительной власти Шамкирского района (с 2021).

## Биография
Родился 8 марта 1981 года в Нефтечалинском районе. Окончил юридический факультет Бакинского государственного университета.
Получил степень магистра Киевского национального университета по специальности «корпоративное право».
С марта 2003 по апрель 2007 года являлся советником, ведущим советником, старшим советником Министерства экономического развития Азербайджана.
С апреля 2007 по ноябрь 2013 года являлся членом правления, заместителем председателя сектора правовой службы ООО «Ata Konsaltinq», заместителем главного директора ООО «Konsaltinq-Az».
С ноября 2013 по декабрь 2018 года являлся начальником сектора человеческих ресурсов, заместителем начальника, с декабря 2018 по декабрь 2020 года — начальником Управления образования г. Баку Министерства образования Азербайджана.
С декабря 2020 по сентябрь 2021 года — начальник отдела организации и управления общим образованием Министерства образования Азербайджана.
Глава Исполнительной власти Шамкирского района (с 14 сентября 2021).
Член партии «Новый Азербайджан».

## Награды
- Медаль «Прогресс» (23 июня 2021, за плодотворную деятельность на государственной службе)[2]